# Обухов, Алексей Лаврентьевич
Алексей Лаврентьевич Обухов (ум. ок. 1717 г.) — русский государственный и военный деятель, стольник, полковник. Сын Лаврентия Авдеевича Обухова, брат Василия Лаврентьевича Обухова.

## Биография
Родился между 1650 и 1656 гг. После смерти отца вместе с братьями унаследовал большое состояние. На сумму около 5 тысяч рублей из этих денег в 1671 г. стольники Алексей и Василий Обуховы купили обширные земельные владения в Московском (сельцо Любимовское (Каменка) с пустошами) и Мещовском (деревни Маклаки, Поляна с пустошами и лесом) уездах, ранее принадлежавшие царскому тестю Илье Милославскому. Этой вотчиной братья сначала владели сообща, а в 1691 г. её поделили.
В 1689—1696 гг. Алексей Обухов — полковник стрелецкого полка в Москве. В 1695 году участвовал в первом Азовском походе.
В 1696 году был обвинен в краже денег гетмана Мазепы и арестован:
«Декабря в 19 день 205 (1696) года в субботу в Преображенском чинёно было наказание бывшему полковнику Алексею Лаврентьеву сыну Обухову, бит на козле кнутом нещадно за то, что в прошлых годах его стрельцы в Батурине крали гетманские деньги и пытаны, и с пытки говорили на него, Алексея, что те деньги краденые отдавали ему…»
В 1697 году обвинен в том, что был сторонником Фёдора Шакловитого, и сослан в ссылку. Но вскоре возвратился на царскую службу. Служил в Белгороде (с 1703 года), затем в Севске (до 1709).
В 1711 г. в вотчине стольника Алексея Обухова числилось 43 двора крестьянских.

## Семья и дети
Алексей Лаврентьевич Обухов был женат на Анне Яблочковой, дочери мещовского помещика Дмитрия Ивановича Яблочкова. Дети:
- Татьяна — замужем за Андреем Гавриловичем Плещеевым
- Прасковья — замужем за князем Степаном Ивановичем Засекиным
- Иван (ум. ок. 1748 г.) — бездетный?
- Артемий (ум. 1755 г.) — майор, женат на дочери князя Львова.

## Обухов переулок
Полковнику Алексею Обухову, а затем его сыну Артемию с 1680-х гг. принадлежал дом в Москве в Чистом переулке. С середины XVIII века до 1922 г. этот переулок назывался Обуховым.